# Edward H. Griffith
Edward H. Griffith (Bloomington, 23 agosto 1894 – South Laguna, 3 marzo 1975) è stato un regista, sceneggiatore e produttore cinematografico statunitense.

## Biografia
Ha diretto 61 film dal 1917 al 1946. Nato in Virginia, venne educato in Europa. Cominciò come reporter. Nel 1915, iniziò a lavorare nel cinema, dapprima come attore e poi come sceneggiatore per la compagnia di Edison passando ben presto dietro la cinepresa; il suo primo film, Barnaby Lee, risale al 1917.
Ha diretto, tra gli altri, attori come Myrna Loy, Joan Crawford, Joan Fontaine, Grace Moore, Tyrone Power, William Holden, Fred Astaire, Fred MacMurray. Regista di impianto commerciale, passava indifferentemente dalla commedia al film musicale o al dramma.
Il suo ultimo film, nel 1946, fu Vacanze pericolose, un film drammatico interpretato da Pat O'Brien.

## Filmografia parziale

### Regista
- The Law of the North, co-regia Burton George (1917)
- The End of the Road (1919)
- Babs (1920)
- The Vice of Fools (1920)
- Scrambled Wives (1921)
- The Go-Getter  (1923)
- Headlines (1925)
- Atta Boy (1926)
- The Opening Night (1927)
- L'amica di mio marito (Afraid to Love) (1927)
- Hold 'Em Yale (1928)
- Rebound (1931)
- Holiday (1930)
- The Animal Kingdom (1932)
- Lady with a Past (1932)
- Another Language (1933)
- Non più signore (No More Ladies) (1935)
- Ragazze innamorate (Ladies in Love) (1936)
- Caffè Metropole (Café Metropole) (1937)
- Quando la vita è un romanzo (I'll Take Romance) (1937)
- Safari (1940)
- Una notte a Lisbona (One Night in Lisbon) (1941)
- Passaggio a Bahama (Bahama Passage) (1941)
- Quando eravamo giovani (Young and Willing) (1943)
- Non ti posso dimenticare (The Sky's the Limit) (1943)
- Vacanze pericolose (Perilous Holiday) (1946)

### Sceneggiatore
- The End of the Road, regia di Edward H. Griffith (1919)
- The Animal Kingdom, regia di Edward H. Griffith (1932)